# Eurybia patrona
Eurybia patrona is een vlindersoort uit de familie van de prachtvlinders (Riodinidae), onderfamilie Riodininae.
Eurybia patrona werd in 1875 beschreven door Weymer.
Deze vlinder komt voor op Costa Rica.